# San Rafael, Lagos de Moreno
San Rafael är en ort i Mexiko.   Den ligger i kommunen Lagos de Moreno och delstaten Jalisco, i den centrala delen av landet, 400 km nordväst om huvudstaden Mexico City. San Rafael ligger 1 988 meter över havet och antalet invånare är 107.
Terrängen runt San Rafael är en högslätt. Runt San Rafael är det ganska tätbefolkat, med 56 invånare per kvadratkilometer. Närmaste större samhälle är Villa Licenciado Jesús Terán, 13,7 km nordväst om San Rafael. Trakten runt San Rafael består till största delen av jordbruksmark.